# Dája Bedáňová
Daniela „Dája“ Bedáňová (* 9. března 1983, Ostrava), je bývalá česká profesionální tenistka. Jejím manželem byl český tenista Jan Hájek.

## Juniorka
V roce 1999 se stala juniorskou mistryní světa ITF ve čtyřhře a o rok později v roce 2000, pak nováčkem roku na okruhu WTA.

## Finálové účasti na turnajích WTA (3)

### Dvouhra – vítězství (1)
| Č. | Datum          | Turnaj                | Povrch | Soupeřka ve finále | Výsledek    |
| -- | -------------- | --------------------- | ------ | ------------------ | ----------- |
| 1. | 29. říjen 2000 | Bratislava, Slovensko | tvrdý  | Miriam Oremansová  | 6-1 5-7 6-3 |

### Čtyřhra – vítězství (1)
| Č. | Datum          | Turnaj                | Povrch | Partnerka       | Soupeřky ve finále             | Výsledek |
| -- | -------------- | --------------------- | ------ | --------------- | ------------------------------ | -------- |
| 1. | 21. říjen 2001 | Bratislava, Slovensko | tvrdý  | Jelena Bovinová | Meilen Tuová Nathalie Dechyová | 6-3 6-4  |

### Čtyřhra – prohra ve finále (1)
| Č. | Datum          | Turnaj              | Povrch | Partnerka       | Soupeřky ve finále               | Výsledek    |
| -- | -------------- | ------------------- | ------ | --------------- | -------------------------------- | ----------- |
| 1. | 12. leden 2003 | Canberra, Austrálie | tvrdý  | Dinara Safinová | Tatiana Garbinová Émilie Loitová | 6-3 3-6 6-4 |